# اسدالله علم
اسدالله خان عَلَم امیر قاینات (۱ مرداد ۱۲۹۸ – ۲۵ فروردین ۱۳۵۷) مشهور به اسدالله علم یکی از مهم‌ترین چهره‌های سیاسی دوران محمدرضا شاه، وزیر دربار از ۱۳۴۵ تا ۱۳۵۶ و نخست‌وزیر ایران از سال ۱۳۴۱ تا ۱۳۴۲ بوده است.

## تبار خاندان
اسدالله عَلم متعلق به خاندان عَلم خزیمه (خزیمه عرب) از کهن‌ترین خاندان‌های خراسان و پسر محمدابراهیم خان علم ملقب به شوکت الملک دوم، امیر قائنات بود. نخستین باری که نام خاندان علم عرب خزیمه در تاریخ آمده است، زمان منصور دومین خلیفه عباسی (۱۵۳ – ۱۵۴ خورشیدی) است که یکی از سردارانش بنام خازم ابن خُزَیمه را مأمور سرکوبی شورش خراسان کرد.
خازم و طایفه‌اش که بِنَا بر گفته‌های گوناگون از عربستان یا بحرین (بِنَا بر شواهد تاریخی ازجمله وجود مناطق خزیمه‌نشین در عربستان و همراهی قبیله‌های عربی دیگر عربستان مانند شیبانی‌ها و نخعی‌ها نظریه مهاجرات از عربستان مستند می‌نماید) به قهستان لشکرکشی کردند، پس از آنکه مأموریت خود را با موفقیت به انجام رساندند، در قهستان واقع در بخش جنوبی خراسان اقامت گزیدند و خود و اعقابشان بر مناطق نیمه بیابانی قائنات حکومت کردند.
تاریخ این دودمان از پایان دوره صفویه کاملاً روشن است. امیر اسماعیل خان خزیمه حاکم قائن و فراه یکی از سرداران نادر شاه بود. در اواخر قرن هجدهم میلادی سه تن از رؤسای این طایفه پی در پی نام امیر علم خان بر خود نهادند و بدین‌سان به پیدایش شاخه‌ای از این طایفه کمک کردند که نام علم بر خود نهاد، در حالی که شاخهٔ اصلی نام خزیمه یا عرب خزیمه را حفظ کرد.

## جوانی تا پیش از نخست‌وزیری
پدر اسدالله علم، شوکت‌الملک مردی تجددخواه و نوگرا بود و شیفتهٔ ادب و هنر. با بسیاری از شاعران نوآور زمان خود مانند ایرج میرزا و میرزاده عشقی و هم چنین نقاشان معاصر مانند کمال‌الملک دوستی داشت. علینقی وزیری در دو سالی که مأمور ارتش در بیرجند بود دوستی صمیمی با خانواده شوکت الملک پیدا کرد، به گونه‌ای که فرزندان شوکت الملک وی را عمو خطاب می‌کردند.
امیر اسدالله در محیط متجددی پرورش یافت که پدرش در بیرجند ایجاد کرده بود. این محیط به گونه‌ای بود که پیش از کشف حجاب دخترانش بی‌حجاب در لباس سواری در گردش‌های خانوادگی شرکت می‌کردند. امیر اسدالله فارغ‌التحصیل دانشکده کشاورزی کرج بود. در سال ۱۳۱۸ به اشاره رضاشاه با ملک‌تاج، دختر قوام‌الملک شیرازی ازدواج کرد. پیش از آن، پسر قوام‌الملک با اشرف پهلوی ازدواج کرده بود. به این ترتیب عَلم به دربار راه یافت و با محمدرضا پهلوی ولیعهد آشنا شد.
پس از شهریور ۱۳۲۰ و خروج رضا شاه از کشور، اشرف پهلوی از این فرصت استفاده کرد و از شوهرش طلاق گرفت. به این ترتیب، ارتباط علم با دربار قطع شد. سال‌های پایانی تحصیلات علم هم‌زمان با اشغال شهر به دست ارتش سرخ بود. وی همسرش را به تهران فرستاد و خود در کرج ماند. در سال ۱۳۲۱ عَلم فارغ‌التحصیل شد و برای رسیدگی به املاک خانوادگی و کمک به پدرش همراه همسرش راهی بیرجند شد. در همین سال‌ها فرزندان آن‌ها رودابه در سال ۱۳۲۳ و ناز در سال ۱۳۲۶ به دنیا آمدند.
قوام‌السلطنه که در سال ۱۳۲۵ به نخست‌وزیری رسید، چون خانواده علم را به‌خوبی می‌شناخت و می‌دانست چه نفوذی در ولایات جنوب شرقی دارند، امیر اسدالله را که هنوز ۲۷ سال بیشتر نداشت، در دوازدهم شهریور ۱۳۲۶ به فرمانداری بلوچستان منصوب کرد.
عَلم مردمان آن منطقه را به‌خوبی می‌شناخت و از پدرش شیوه رفتار با ایشان را آموخته بود. اقامتش در بلوچستان هم برای او آموزنده بود و هم سرنوشت ساز. کفایت او در اداره امور توجه شاه و دولت را جلب کرد. به‌ویژه گزارش‌هایی که از اوضاع منطقه سیستان و بلوچستان و بعضی مسائل کلی‌تر، مستقیم برای شاه می‌فرستاد.
با این گزارش‌ها، عَلم وفاداری بدون شرط خود را به شاه می‌رساند، شاهی که در آن زمان میان سیاست‌مداران کهنه‌کار قدرت چندانی نداشت. عَلم در ۲۴ دی ۱۳۲۸ در کابینه محمد ساعد به وزارت کشاورزی رسید و این سمت را در دولت منصورالملک نیز که پس از ساعد روی کار آمد حفظ کرد. در سال ۱۳۲۹ در دولت رزم‌آرا وزیر کار شد.
در سال ۱۳۲۹ رزم‌آرا ترور شد و پس از آن محمد مصدق به نخست‌وزیری رسید. در این هنگام حزب توده نیز مجدد سازماندهی شد. شاه از اوضاع و حملات مطبوعات و دسته‌های سیاسی آزرده بود و بسیار کسانی که در روزهای خوش ادعای سرسپردگی می‌کردند رهایش کرده بودند. عَلم در این شرایط وفاداری خود را به شاه نشان داد و در تیر ماه ۱۳۳۱ سرپرست املاک و مستغلات پهلوی شد. عَلم به فرمان شاه، زمین‌های سلطنتی گرگان را میان کشاورزان تقسیم کرد، در آینده شاه همواره از آن به عنوان پیشاهنگ اصلاحات ارضی یاد کرد. عَلم تنها سرپرست املاک پهلوی نبود بلکه در فعالیت‌های سیاسی و ملاقات‌های پشت پردهٔ مورد نظر شاه هم فعال بود. این‌گونه فعالیت‌ها چیزی نبود که به گوش مصدق نرسد بنابراین عَلم را به بیرجند تبعید کرد. جهانگیر تفضلی در یادداشت‌های خود در این باره می‌نویسد «..... مصدق گفت شایعه‌ای که می‌گویند دولت می‌خواهد عَلم را به بندرعباس تبعید کند، دروغ است. به عَلم بگویید که پدرش حق عظیمی به گردن من داشت. وقتی رضا شاه مرا به بیرجند تبعید کرد، امیر شوکت‌الملک از من پذیرایی بسیار گرم و محترمانه‌ای کرد، تا جایی که رضاشاه از او رنجید و رنجش وی در آن دوران دیکتاتوری برای شوکت‌الملک خطرناک بود. رضاشاه به شهربانی بیرجند دستور داد که مرا به زندان ببرند و امیر شوکت الملک برای زندان من لوله‌کشی کرد و اگر محبت او نبود، من در آن زندان تلف شده بودم. به او بگویید دست از سیاست‌بازی‌های خود با خارجی‌ها بردارد و لزومی هم ندارد به اروپا برود. از قول من به او بگویید برو سر املاکت و عوض سیاست‌بازی برو شکار…»
پس از سرنگونی دولت مصدق، علم بی‌درنگ با خانواده‌اش به تهران بازگشت و از نو سرپرست املاک پهلوی شد و بیش از پیش مورد اعتماد شاه. در انتخابات دوره هجدهم مجلس شورای ملی در بهمن ۱۳۳۲ به نمایندگی زابل انتخاب شد اما نپذیرفت و به جای او جهانگیر تفضلی به مجلس راه یافت.
در سال ۱۳۳۴ شاه تصمیم به برکناری تیمسار زاهدی گرفت و عَلم را مأمور ابلاغ درخواست خود و قانع کردن زاهدی به استعفا کرد. دولت بعدی را حسین علاء تشکیل داد و عَلم در کابینه علاء وزیر کشور شد. در این دوره به سبب نزدیکی نویسندگانی چون رسول پرویزی به او آماج انتقاد شد که توده‌ای‌ها را دور خودش جمع کرده است.

## دوران نخست‌وزیری

از راست امیر اسدالله علم، فاطمه پهلوی، ایندیرا گاندی و ارتشبد خاتمی (همسر فاطمه پهلوی)

پس از استعفای کابینه علی امینی به دلیل سنگ اندازی‌های فراوان دربار، شاه به بهانهٔ اختلاف بر سر بودجه نظامی او را برکنار کرد، همچنین خواستار کسی بود که بی چون و چرا به وی وفادار باشد و توانایی اجرای اصلاحات گسترده‌ای را که در برنامه حکومت بود، نیز داشته باشد. بدین سان یک روز پس از استعفای امینی، در ۳۰ تیرماه ۱۳۴۱، اسدالله علم به نخست‌وزیری گمارده شد. از اولین اقدامات کابینه عَلم، اعلام این مطلب بود که دولت ایران به هیچ کشوری اجازه ایجاد پایگاه موشکی در ایران نخواهد داد. این اعلامیه سرآغاز زدودن تیرگی روابط میان ایران و اتحاد جماهیر شوروی شد. اما وظیفه اصلی علم رویارویی با مسائل داخلی کشور به ویژه اصلاحات ارضی بود و پُر رنگ نشان دادن نقش شاه در این رفرم بنیادین اجتماعی با در حاشیه قرار دادن حسن ارسنجانی. شاه در این مورد دو خواسته اصلی از عَلم داشت اول اینکه جلوی هرگونه آشوبی را از سوی مخالفان بگیرد و دوم اینکه اصلاحات ارضی را در چارچوب گسترده‌تری از اصلاحات اجتماعی به نام انقلاب سفید حل کند. این برنامه اصلاحات اجتماعی در ۶ بهمن ۱۳۴۱ به آرای عمومی گذاشته شد و به رغم تحریم از سوی جبهه ملی و دیگر مخالفان با اقبال عمومی مواجه شد.
نخستین آشوب‌ها در مخالفت با انقلاب سفید از فارس آغاز شد که منجر به درگیری‌های شدید شد و پس از دو ماه سرکوب گردید. گرفتاری دیگر کابینه عَلم تظاهرات پراکنده گروه‌های مخالف در تهران و قم بود. جبهه مخالف مرکب از گروه‌های چپ، جبهه ملی و برخی از بازاریان و روحانیون بود با پشتیبانی پنهان و آشکار بعضی خان‌ها و ملاکین بزرگ. اینان هر روز به شدت مخالفت خود می‌افزودند. در میان ایشان نقش روح‌الله خمینی بسیار چشمگیر بود که اعلامیه‌ای بسیار تند علیه شاه و اقدامات اصلاحی او منتشر کرد. خمینی در اردیبهشت ۴۱ دربارهٔ علم گفته بود: «مادامی که این دولت عَلم مصدر کار است، داخل هیچ قسم مذاکره صلح و مصالحه‌ای نخواهیم شد». اما به گمان علم، دولت آمریکا در پشت پرده از این تظاهرات جانبداری می‌کرد. خمینی در آبان ۴۱ طی نامه‌ای از عملکرد اسدالله علم به محمدرضا پهلوی شکایت کرد. در فروردین ۴۲ نیز با انتشار نامه‌ای به استیضاح علم پرداخت.
در میانه بهار ۱۳۴۲ گزارش‌هایی به شاه و عَلم می‌رسید که مخالفان هواداران خود را برای تظاهرات گسترده‌ای در نیمه خرداد ماه آماده می‌کنند. علَم پیش‌بینی کرد که این‌بار مسئله بغرنج خواهد بود بنابراین به تدارک گسترده برای مواجهه با آن دست زد و در گفتگویی با شاه در مورد تظاهرات آینده می‌گوید «... باید بزنیم» و در برابر پرسش شاه که چگونه باید زد پاسخ می‌دهد «... یعنی با گلوله بزنیم اگر موفق شدیم که چه بهتر، و گر نه مرا مسئول معرفی کنید». علم احساس می‌کند که شاه مصمم نیست پس به این صورت با شاه قرار می‌گذارد که شاه ۲۴ ساعت فرماندهی ارتش را به علم بسپارد و علم شورش را سرکوب کند، اگر در کار خود ناکام شد شاه تمام مسئولیت مسائل پیش‌آمده را متوجه وی کند و او را عزل و حتی مجازات (اعدام) کند. روح‌الله خمینی در ۱۳ خرداد سخنرانی تندی علیه شاه کرد و او را «آقای شاه» خواند. در بامداد روز ۱۵ خرداد ۱۳۴۲ تظاهرات در اطراف بازار تهران آغاز شد علَم که آمادگی کامل داشت به رئیس شهربانی وقت، سپهبد نصیری، تلفن کرد و دستور تیراندازی داد و در برابر تردید نصیری یادآور شد که به عنوان نخست‌وزیر این دستور را می‌دهد و سپس خود به دفتر نصیری رفت. این خونسردی و قاطعیت علَم باعث شد در چند ساعت غائله پایان پذیرد. سِر آنتونی پارسونز آخرین سفیر انگلیس در ایران دوره پهلوی نیز که خود دوستی بسیار نزدیکی با اسدالله علم داشت در خاطراتش از علم به عنوان مسئول اصلی سرکوب قیام ۱۵ خرداد نام می‌برد و می‌نویسد: «... علم شخصاً دستور تیراندازی را صادر کرده بود و خود او در سال ۱۹۷۵ ضمن صحبت دربارهٔ حوادث آن زمان گفت: من چاره‌ای جز این کار نداشتم… اعلیحضرت خیلی رقیق‌القلب هستند و از خون‌ریزی خوش‌شان نمی‌آید.» داریوش همایون نیز نقش قاطع علم در پایان دادن به قیام ۱۵ خرداد را مورد تصدیق قرار می‌دهد و نتیجه می‌گیرد که اگر در آن هنگام ثبات و قاطعیت شخص اسدالله علم نبود چه بسا رژیم پهلوی با خطر سقوط مواجه می‌شد." شمار تلفات این رویداد تاسف‌آور را کمسیون بی‌طرفی، ۸۶ کشته و ۱۹۳ زخمی در تهران اعلام داشت. کابینه عَلم به وزارت اقتصاد، دادگستری و کشور مأموریت داد که جهت حمایت از خانواده قربانیان اقدام کنند. این برنامه منجر به تشکیل کمسیونی شد با عضویت حاج‌آقا رضا مجد از بازاریان معتمد و خوش‌نام، بانو ستاره فرمانفرمایان و یک قاضی بلندپایه. دولت علَم برپایهٔ گزارش تهیه شده توسط این کمسیون برای هزینهٔ زندگی خانواده‌هایی که در این واقعه سرپرست‌شان را از دست داده بودند، مقرری تعیین کرد به گونه‌ای که بعضی از ایشان تا انقلاب اسلامی سال ۵۷ از بودجه نخست‌وزیری ماهیانه دریافت می‌کردند.
مأموریت دیگر عَلم در مقام نخست‌وزیری برگزاری انتخابات مجلس در جهت اهداف انقلاب سفید بود، در این انتخابات ترکیب نمایندگان با دوره‌های پیشین، متفاوت شد. برای نخستین بار چند زن به مجلس راه پیدا کرده بودند و گروهی از کشاورزان و کارگران نیز نماینده شده بودند و دیگر از زمین‌داران و متنفذان محلی خبری نبود. به موازات انتخابات مجلس، حزب ایران نوین نیز تأسیس گردید و حسنعلی منصور دبیرکل آن شد و اکثریت نمایندگان مجلس نیز عضو آن شدند. دیگر مشخص بود که نخست‌وزیری علم به پایان رسیده است اما شاه برخلاف رویه معمول خویش، برنامه‌های آینده خود را با عَلم در میان می‌گذاشت و سعی می‌کرد به این ترتیب نهایت اعتماد و محبت خود را به عَلم نشان دهد و شغل آینده عَلم یعنی ریاست دانشگاه پهلوی شیراز، با توافق خود او تعیین شد. اگر چه علم تغییرات را با خوش‌رویی پذیرفت ولی همان‌گونه که از یادداشت‌هایش بر می‌آید بابت این تغییرات از شاه دل‌گیر شده بود. چون به نظر خودش تمام مأموریت‌هایش را به خوبی انجام داده بود و حتی سپر بلای شاه شده بود و اوضاع اقتصادی مملکت نیز رو به بهبود بود و مردم امیدوار به آینده پر رونق. پس دلیلی برای برکناریش وجود نداشت. به ویژه که باید جایش را به منصور می‌داد، چون علم منصور را مهرهٔ آمریکاییان می‌دانست و یک بار او را تهدید کرده بود که به جرم جاسوسی برای آمریکاییان دستور توقیف وی را خواهد داد. واپسین اقدام علم در مقام نخست‌وزیری فرستادن لایحه مصونیت حقوقی مستشاران نظامی آمریکا درایران به مجلس جدید بود. در واقع این اقدام علم قانونی نبود زیرا جلسهٔ دولت برای تصویب آن تشکیل نشده بود. همچنین امضاء محمد باهری، دوست و وزیر دادگستری علم نیز پای نامه نبود. باهری بعدها گفت «علم به این دلیل دست به این اقدام غیرقانونی زد که شاه را بسیار دوست می‌داشت و می‌خواست در این ننگ شریک شاه باشد. این شاه بود که می‌خواست لایحه حتماً تصویب شود» سرانجام عَلم در روز شنبه ۱۷ اسفند ۱۳۴۲ استعفا داد و همان روز کابینه منصور تشکیل شد.
علم در ۲۸ اسفند ۱۳۴۳ عَلم به ریاست دانشگاه پهلوی شیراز منصوب شد.

## دوران وزارت دربار

اسدالله علم در کنار امیرعباس هویدا

در آبان ۱۳۴۵ به وزارت دربار منصوب شد. با آمدن علم چهره دربار یکسره دگرگون شد و از نو سازماندهی شد. کم‌کم دربار به وزنه مهمی در سیاست داخلی و خارجی کشور تبدیل شد. تاجگذاری محمدرضا پهلوی و جشن‌های ۲۵۰۰ ساله شاهنشاهی در دوران وزارت دربار او انجام شد.
 با اینحال محمد باهری معاون او در وزارت دربار گفته است که اسدالله علم با جشن تاج گذاری و جشن‌های ۲۵۰۰ ساله مخالف بوده است و در این باره به شاه گفته بوده:
یعنی چه شما تاجگذاری می‌خواهید بکنید؟ اعلی‌حضرت درست مثل این است که بعد از سی سال من بخواهم با ملک (همسر علم) مجدداً جشن ازدواج بگیرم، آیا مردم نمی‌خندند؟ که حالا بنده بعد از سی سال بیایم…؟

وی همزمان چندین مقام تشریفاتی دیگر از جمله آجودانی مخصوص محمدرضا شاه، نمایندگی ویژه شاه در هیئت مدیره بنیاد پهلوی، عضویت در هیئت مدیره بنگاه ترجمه و نشر کتاب، مدیریت عامل کمیته پیکار با بی‌سوادی و عضویت در هیئت مدیره سازمان شاهنشاهی خدمات اجتماعی را به تدریج برعهده گرفت.
 علم بسیار نزدیک به شاه و مورد اعتماد او بود. علم و شاه تقریباً هر روز با یکدیگر گفتگو می‌کردند و چند روز در هفته یکدیگر را می‌دیدند. آنان اغلب با یکدیگر شام و ناهار می‌خوردند. در سراسر ایران هیچ فردی در چنین موقعیتی نبود. چنین رابطه تنگاتنگی باعث شده بود دامنه روابط شاه و علم از حدود مسایل کاری فراتر رود و قرابت روحی میان آن دو پدید آید.
در سال ۱۳۴۷ پزشکان ایرانی و سویسی متوجه شدند که عَلم به گونه‌ای از سرطان خون مبتلا است که شخص درگیر این بیماری بین ۵ تا ۱۵ سال زنده می‌ماند. از سال ۱۳۵۰ به بعد به توصیه عباس صفویان، میلیز -استاد بیماری‌های داخلی دانشگاه پاریس- پزشک معالج عَلم شد و سپس نیز ژان بِرنار کارشناس سرطان خون سرشناس فرانسوی به همکاری فراخوانده شد ولی همواره نوع بیمار عَلم از وی پوشیده نگه داشته شد.
در خرداد ۱۳۵۶ علم سعی کرد جلوی مبادله قرارداد تقسیم آب رودخانه هیرمند را میان ایران و افغانستان بگیرد و در این باره مستقیم از شاه تقاضا کرد اما تلاش‌های وی به جایی نرسید و قرارداد مبادله شد. علم این قرارداد را خیانت به ایران می‌دانست. به صورتی که در یادداشت‌های خود نوشته است: «مثل این است که یک قطعه از گوشت تن مرا بریده‌اند و پیش چشم من جلوی سگ انداخته‌اند.» این مسئله باعث کدورت شدید علم شد به گونه‌ای به فکر استعفا از وزارت دربار افتاد. این اتفاق و شرایط وخیم بیماری وی باعث شد که از این پس دیگر دل و دماغ کار نداشته باشد.
علم برای معالجه بیماری سرطان خون در تاریخ ۲۹ تیر ۱۳۵۶ کشور را ترک کرد. در ۱۳ مرداد ۱۳۵۶ هنگامی که دوران نقاهت را در جنوب فرانسه سپری می‌کرد شاه تلفنی از او خواست که استعفا دهد و به جای او امیرعباس هویدا به وزارت دربار منصوب شد که باعث شگفتی علم شد. در اسفند ۱۳۵۶، نامه‌ای مفصل به شاه نوشت و در آن بسیار صریح در مورد وخامت اوضاع کشور به شاه هشدار داد و گفت اگر شاه دست روی دست گذارد باید در انتظار آشوب‌های بزرگ‌تری باشد. شاه در مورد این نامه به هویدا گفته بود: «علم مشاعرش را از دست داده است!»

## ارتباط با انگلستان
خانواده عَلم همواره به داشتن ارتباط با انگلیسی‌ها معروف بوده است. اینکه این ارتباط تا چه حد در جهت تضییع منافع ملی ایران یا حفظ منافع ایران بکار رفته، روشن نیست.
جمشید آموزگار در مجله رهاورد می‌نویسد: «... من در کنفرانس اوپک بنا به دستور شاه برای بالا بردن قیمت نفت، فشار می‌آوردم. عَلم، وزیر دربار به من تلفن زد که شما بهتر است فشار را کم کنید که توافق حاصل شود. من به شاه تلفن زدم که وزیر دربار چنین توصیه‌ای را نموده است در پاسخ گفت شما که می‌دانید او از کجا آب می‌خورد…»
پرویز ثابتی مدیر اداره کل امنیت داخلی ساواک در این باره می‌گوید:
"... این بار به نصیری گفتم: تیمسار! چه کسی دنبال این کارهاست که مهدی بازرگان و محمود طالقانی و اینها آزاد شوند؟ او در پاسخ گفت: اسدالله عَلم! عَلم دنبال کار اینهاست.
پرسشگر: مگر عَلم با اینها ارتباط داشت؟
ثابتی: در ارتباط عَلم با انگلیسی‌ها که تردیدی نبود و شاه نیز آن را می‌دانست و قاعدتاً باید انگلیسی‌ها دنبال آزادی سران نهضت آزادی بوده باشند!..."
محمد باهری از همکاران و دوستان نزدیک عَلم، نظر متفاوتی دارد و در اینباره گفته است:

خب این مطلب را عنوان می‌کنند که روابط امیراسدالله خان (عَلم) با انگلیس‌ها خوب بوده که البته این مطلب تا یک حدودی هم حقیقت دارد به مناسبت تجلیلی که بعد از مرگش انگلیس‌ها کردند ازش ـ حتماً بهش اعتقاد داشتند. اما همان‌طور که الان گفتم روابط در سطح تساوی بود. اولاً مرحوم علم برای جلب محبت سفرای انگلیس هیچ به وسائلی که دیگران برای جلب محبت سفرای کشورهای دیگر متشبث شدند متشبث نبود. کسان دیگر برای جلب وزرای مختار کشورهای دیگر خانه بهشان اجاره می‌دادند ـ تسهیلات زندگی همه‌گونه برای‌شان فراهم می‌کردند. مرحوم علم اهل این‌کارها نبود. مرحوم علم شاید هیچ‌وقت سفارت انگلیس هم مهمانی نمی‌شد ـ آن‌ها غالباً خانه‌اش می‌آمدند این‌طوری بود. خب خانوادهٔ مرحوم علم از قدیم برای انگلیس‌ها البته یک اتکایی بودند و البته یک روابط حسنه‌ای داشتند به این مناسبت علم هم به‌عنوان یک مردی که به انگلیس‌ها احترام می‌گذارد و می‌شناسدشان به آن ترتیب می‌شناختندش اما همان‌طوری که گفتم هیچ‌وقت علم به‌عنوان یک نوکر خودش را تنزل نمی‌داده در مقابل آن‌ها 
محمد باهری می‌گوید علم در زمان استانداری سیستان و بلوچستان به دلیل ملاقات کنسول انگلستان با یک فاحشه در روز عاشورا و جلوگیری از بروز اعتراضات مردم در این منطقه، او را احضار می‌کند و جلوی همه توی گوشش می‌زند و دستور می‌دهد او را اخراج کنند و می‌گوید:حالا دولت انگلیس هم هرچه می‌خواهد بگوید.

## پایان زندگی
از آبان سال ۱۳۵۶ علایم مرگ‌آور بیماری سرطان علم نمایان شد. ۱۹ آبان در حالی که در بیرجند به استراحت مشغول بود دچار خونریزی داخلی شد و جهت ادامه معالجه به تهران انتقال داده شد. روز بعد به پاریس اعزام شد و پس از مسافرتی کوتاه به ایران بازگشت. اما در اواخر دی ۵۶ در بیمارستانی در پاریس بستری شد. پس از آنکه به رغم چند عمل جراحی حال وی همچنان رو به وخامت نهاده بود، جهت مراقبت و معالجه بیشتر در اواخر سال ۱۳۵۶ به آمریکا اعزام شد و در بیمارستان شهر نیویورک بستری گردید. علم سرانجام در ساعت ۱۱ روز جمعه ۲۵ فروردین ۱۳۵۷ در بیمارستانی در نیویورک درگذشت. روز بعد پیکرش به تهران انتقال یافت و روز یکشنبه ۲۷ فروردین ۱۳۵۷ با مراسم تشییع ویژه ای در آرامگاه خانوادگی خاندان علم در حرم امام رضا در مشهد به خاک سپرده شد.